# Michal Poliak
Michal Poliak, dříve známý jako BB Mike (* 3. července 1979 v Břeclavi), je český DJ a producent.

## Historie
Jeho první vystoupení se odehrálo na ilegální párty v Kanadě roku 2001. Už v roce 2003 se stává rezidentem na taneční párty Citadela. Ten sám rok vyjíždí na turné po Balkánu a o rok později se stává rezidentem další párty - O’Seex a o další dva vystupuje na akcích Imperium a Hradhouse.
Jeho první samostatná deska, Worl Republic, o jejíž remix požádal djské duo Filterheadz, se stává natolik známou, že ji Carl Cox zařadil do svého Essential Mixu.